# Palawanosorex
Palawanosorex — род млекопитающих из подсемейства белозубочьи (Crocidurinae) в пределах семейства землеройковые (Soricidae).

## Диапазон встречаемости
Род включает два вида, встречающиеся на островах юго-восточной Азии – Борнео и Палаван.

## Морфология
Длина тела (без хвоста) 75–99 мм, длина хвоста 53–68 мм, длина уха 8–11 мм, длина задней ступни 12–17,5 мм; масса тела 16–24 г.

## Систематизация
Род был описан в 2018 году международной группой зоологов, включавшей немца Райнера Хуттерера, филиппинца Данило С. Балете и американцев Томаса К. Джиарла, Лоуренса Р. Хини и Джейкоба А. Эссельстина, в Journal of Mammalogy. Авторы одновременно описали типовой вид  — Palawanosorex muscorum.

### Этимология
Palawanosorex: Палаван, Филиппины; лат. sorex, soricis – землеройка, от греч. ὑραξ hurax, ὑρακος hurakos – землеройка.

### Состав родаPalawanosorex
Род включает следующие виды:
- Palawanosorex muscorum Hutterer,  Balete, Giarla, Heaney & Esselstyn, 2018
- Palawanosorex ater (Medway, 1965) – вид был описан, как представитель рода Suncus[7] и затем в 2022 году была показана его принадлежность роду Palawanosorex, до этого считавшегося монотипным[8].